# ياسين الطبطبائي
ياسين بن محمد العبد الجليل الطبطبائي (1860-1918). صاحب فكرة المدرسة المباركية وأحد الساعين لإنشائها. وكان أول من أثار فكرة إنشاء مدرسة لتعليم الطلاب في كلمة له في الاحتفال بالمولد النبوي بديوان يوسف بن عيسى في 12 ربيع الأول 1328 هـ (22 مارس 1910) حيث قال: